# Чьяпилья (муниципалитет)
Чьяпилья (исп. Chiapilla) — муниципалитет в Мексике, штат Чьяпас, с административным центром в одноимённом посёлке. Численность населения, по данным переписи 2020 года, составила 6156 человек.

## Общие сведения
Название Chiapilla с ацтекского языка можно перевести как — маленькая река, утекающая под гору.
Площадь муниципалитета равна 51,4 км², что составляет 0,1 % от площади штата, а наиболее высоко расположенное поселение Эль-Кармен, находится на высоте 558 метров.
Он граничит с другими муниципалитетами Чьяпаса: на севере с Сан-Лукасом, на востоке и юге с Тотолапой, и на западе с Акалой.

## Учреждение и состав
Муниципалитет был образован в 1915 году, по данным 2020 года в его состав входит 7 населённых пунктов, самые крупные из которых:
| Код INEGI                  | Населённый пункт                                                                                  | Численность населения (2005 год) | Численность населения (2010 год) | Численность населения (2020 год) |
| -------------------------- | ------------------------------------------------------------------------------------------------- | -------------------------------- | -------------------------------- | -------------------------------- |
| 028                        | Всего                                                                                             | 4957                             | 5405                             | 6156                             |
| 0001                       | Чьяпилья (исп. Chiapilla) 16°34′14″ с. ш. 92°43′12″ з. д. (административный центр)                | 3593                             | 3809                             | 4329                             |
| 0004                       | Ласаро-Карденас (исп. Lázaro Cárdenas) 16°33′12″ с. ш. 92°45′46″ з. д.                            | 804                              | 877                              | 984                              |
| 0008                       | Доктор-Мануэль-Веласко-Суарес (исп. Doctor Manuel Velasco Suárez) 16°34′58″ с. ш. 92°42′51″ з. д. | 355                              | 453                              | 493                              |
| 0022                       | Эль-Кармен (исп. El Carmen) 16°34′51″ с. ш. 92°42′49″ з. д.                                       | 194                              | 255                              | 323                              |
| —                          | Прочие                                                                                            | 11                               | 11                               | 27                               |
| Названия на карте Генштаба |                                                                                                   |                                  |                                  |                                  |

## Экономическая деятельность
По статистическим данным 2000 года, работоспособное население занято по секторам экономики в следующих пропорциях:
- сельское хозяйство и скотоводство — 65,9 % ;
- промышленность и строительство — 10,7 %;
- торговля, сферы услуг и туризма — 20,5 %;
- безработные — 2,9 %.

### Сельское хозяйство
Основные выращиваемые культуры: кукуруза, бобы, фрукты и овощи.

### Животноводство
В муниципалитете разводится крупный рогатый скот, а также свиньи и птицы.

### Промышленность
Основная отрасль — это строительство, а также производство стройматериалов — кирпича и черепицы.

### Лесозаготовка
В муниципалитете происходит заготовка древесины испанского кедра, красного дерева, можжевельника и энтеролобиума.

### Туризм
Достопримечательности, привлекающие туристов: водопады, реки, леса и археологические памятники.

### Торговля
В муниципалитете есть магазины, реализующие товары первой необходимости, одежду и обувь.

## Инфраструктура
По статистическим данным 2020 года, инфраструктура развита следующим образом:
- электрификация: 98,9 %;
- водоснабжение: 71 %;
- водоотведение: 98,5 %.

## Туризм
В муниципалитете можно посетить следующие достопримечательности:
- Архитектурные: церковь Святого Петра Мартира, построенная в 1852 году;
- Туристические: объекты на реке Чаррон, места древних захоронений в Санта-Росалия, водопады реки Сапоте.